# كارل جرونبرج
كارل جرونبرج (بالألمانية Karl Grünberg) (ولد 5 نوفمبر 1891 - 1 فبراير 1972) روائي وقاص وصحفي ألماني.

## حياته
انضم في عام 1911 إلى الحزب الديمقراطي الاشتراكي SPD, ثم إلى الحزب الاشتراكي الديمقراطي المستقل USPD في عام 1919, ثم إلى الحزب الشيوعي الألماني KPD في عام 1920. وكان أحد المؤسسن لرابطة الكتاب الثوريين البروليتاريين (1928 – 1935). وكان من الكتاب الذين أحرقت كتبهم في بداية العهد النازي في ألمانيا في 10 مايو 1933.

## من أعماله
- الرجل القابع في الفرن المحترق
- منطقة الرور المشتعلة
- جلوريا فيكتوريا (رواية)
- رباعية الظل
- كما رأيته (قصص)